# 2430 d.C.
2430 d.C. (2430 A.D.) è un racconto di fantascienza di Isaac Asimov pubblicato per la prima volta nel 1970 sul numero di ottobre di Think, la rivista dell'IBM.
Successivamente è stato incluso nell'antologia Testi e note (Buy Jupiter and Other Stories) del 1975.
È stato pubblicato varie volte in italiano a partire dal 1976.

## Storia editoriale
Il racconto nacque su commissione della rivista Think, e doveva essere ispirato da una citazione dello scrittore britannico John Boynton Priestley:
Sviluppando il pensiero di Priestley, Asimov scrisse 2430 d.C. immaginando che in quella data l'intera biomassa animale della Terra, calcolata al ritmo di crescita del 1970, sarebbe stata costituita unicamente da esseri umani.
Think rifiutò il racconto sostenendo di volere una storia che confutava, piuttosto che avallare, la citazione di Priestley. Dopo che Asimov ebbe scritto un secondo racconto secondo le richieste della rivista, Think decise di pubblicare la prima. Il secondo racconto fu comunque pubblicato sulla rivista Analog col titolo de Il bene più grande.

## Trama
La Terra è popolata da una società che vive sotto la superficie del pianeta (simile a quella descritta nel romanzo di Asimov Abissi d'acciaio). Tale società è completamente bilanciata ed ecologicamente stabile.
Un uomo, Cranwitz, viene visto come un deviante e un eccentrico perché si ostina a tenere con sé alcuni animaletti domestici i quali sono di fatto gli ultimi abitanti non umani del pianeta.
Alla fine viene persuaso dal rappresentante del suo settore a eliminare i suoi animaletti, ma subito dopo si suicida. In questo modo la Terra è perfetta, con i suoi quindici triliardi di abitanti, i suoi venti miliardi di tonnellate di cervello umano e la sua "squisita nullità e uniformità".